# Mine Again
«Mine Again» (en español: «mío otra vez») es una canción escrita y producida por Mariah Carey y James Poyser para el álbum The Emancipation of Mimi de la cantante estadounidense. Aunque inicialmente no se publicó como sencillo en Estados Unidos, en 2005 entró en el puesto 73 de la lista Hot R&B/Hip-Hop Singles & Tracks de la revista Billboard.

## Sobre la canción
En los premios Grammy de 2006, fue nominada al premio para la mejor actuación vocal de R&B tradicional, aunque lo ganó Aretha Franklin por la canción "A House Is Not a Home". Sin embargo, esta nominación sirvió para mejorar la promoción del sencillo. A pesar de ello, esto sólo se vio reflejado en la radio, ya que no se lanzó como sencillo comercial.
No se realizó ningún vídeo musical para la canción.
Mariah Carey apareció con «Mine Again» en la campaña publicitaria del microprocesador Intel Core Duo a principios de 2006.

## Posicionamiento
| Lista (2005)                                        | Posición |
| --------------------------------------------------- | -------- |
| EE. UU., Billboard Hot R&B/Hip-Hop Singles & Tracks | 71       |
| EE. UU., Billboard Adult R&B Airplay                | 64       |

- Datos: Q221040